# جورجیا لوئیز هریس براون
جورجیا لوئیز هریس براون (۱۲ ژوئن ۱۹۱۸ – ۲۱ سپتامبر ۱۹۹۹) به‌عنوان دومین زن آفریقایی‌آمریکایی شناخته می‌شود که در ایالات متحده مجوز معماری دریافت کرده است. او همچنین نخستین زن سیاه‌پوستی بود که مدرک معماری را از دانشگاه کانزاس دریافت کرد. او تنها عضو سیاه‌پوست شاخه شیکاگو از آلفا آلفا گاما (انجمن زنان معمار و متخصصان وابسته) نیز بود.

## اوایل زندگی و تحصیلات
براون در ۱۲ ژوئن ۱۹۱۸ در توپیکا، کانزاس از کارل کالینز و جورجیا واتکینز زاده شد و فرزند میانی از پنج فرزند خانواده بود. پدرش کارمند بخش حمل‌ونقل بود و مادرش به‌عنوان معلم مدرسه فعالیت می‌کرد و همچنین در زمینه موسیقی کلاسیک تحصیل کرده بود. براون از سنین پایین استعداد هنری و مکانیکی از خود نشان داد: او با برادر بزرگ‌ترش روی خودروها و تجهیزات کشاورزی کار می‌کرد و به نقاشی علاقه داشت. او در دبیرستان سیمان تحصیل کرد و در سال‌های ۱۹۳۶ و ۱۹۳۷ در دانشگاه واشبرن حضور داشت. در سال ۱۹۳۸، به شیکاگو نقل مکان کرد و در کلاس‌های مؤسسه فناوری آرمر (که بعدها به مؤسسه فناوری ایلینوی تغییر نام داد) ثبت‌نام کرد و زیر نظر میس فن در روهه تحصیل کرد. از سال ۱۹۴۰، در دانشگاه کانزاس مشغول به تحصیل شد و در سال ۱۹۴۴ مدرک معماری خود را دریافت کرد و نخستین زن سیاه‌پوستی شد که از این دانشگاه فارغ‌التحصیل می‌شود. در سال ۱۹۴۱، با جیمز اِی. براون ازدواج کرد؛ اما در سال ۱۹۵۲ از او جدا شد.

## حرفه
براون از سال ۱۹۴۵ تا ۱۹۴۹ در شیکاگو برای کنت رودریک اونیل کار کرد. او در ۱۹ ژوئیه ۱۹۴۹ مجوز معماری دریافت کرد و در همان سال به‌عنوان معمار و مهندس در شرکت «فرانک جی. کورناکر و همکاران» مشغول به کار شد، در حالی که در آن زمان دو فرزند داشت. او مسئول محاسبات سازه‌ای آپارتمان‌های شماره ۸۶۰ در لیک شور درایو، شیکاگو بود. در دوران فعالیتش در شرکت کورناکر که تنها ۸ کارمند داشت، در کلاس‌های مهندسی عمران شبانه شرکت می‌کرد و همزمان مشاغل جانبی نیز داشت. براون تا سال ۱۹۵۳ در شیکاگو کار کرد و سپس به برزیل رفت. یکی از دلایل ترک ایالات متحده توسط او این بود که «فرصت‌های پیشرفت به دلیل نژادش محدود بود» و معتقد بود که در برزیل موانع نژادی کمتری برای موفقیتش وجود دارد.
براون با مطالعه همراه با یکی از دوستانش زبان پرتغالی را آموخت و در سال ۱۹۵۴ به‌طور دائم به سائو پائولو نقل مکان کرد. در بخشی از سال ۱۹۵۴، او برای چارلز باسورث کار کرد اما بعداً شرکت طراحی داخلی خود را با نام «اسکاندیا ال‌تی‌دی‌ای» تأسیس کرد.
در برزیل، براون در چندین پروژه و ساختمان مهم مشارکت داشت. او مدیر پروژه و طراح یک مجتمع بزرگ در اوساسکو بود و بعدها پروژه‌ای دیگر متعلق به شرکت داروسازی فایزر را در گوارولوس مدیریت کرد. او همچنین یک کارخانه جیپ در سائو برناردو و یک مرکز حمل‌ونقل برای زیمنس طراحی کرد. علاوه بر این، او طراحی فرودگاهی برای کروپ را نیز بر عهده داشت. یکی از مهم‌ترین پروژه‌های او طراحی کارخانه فیلم‌سازی «کداک برزیلیرا کومرسیو» با مساحت ۳۷۶٬۷۴۰ فوت مربع در سائو ژوزه دوس کامپوس بود. او همچنین بین سال‌های ۱۹۷۱ تا ۱۹۸۵ بیش از دوازده خانه شخصی برای ثروتمندان برزیلی طراحی کرد.
در سال ۱۹۹۵، براون به واشینگتن، دی.سی. نقل مکان کرد، جایی که بازنشسته شد و سال‌های باقی‌مانده عمرش را به‌عنوان مربی داوطلب جوانان در کلیسای اسقفی سنت لوک گذراند. پس از جراحی سرطان در سال ۱۹۹۹، او به‌طور غیرمنتظره‌ای به کما رفت و پس از دو هفته درگذشت.